# Liste des saints dont le corps est visible à Paris
Cinq corps de saints sont visibles à Paris :
- sainte Madeleine-Sophie Barat ;
- saint Pierre-Julien Eymard ;
- sainte Catherine Labouré ;
- sainte Louise de Marillac ;
- saint Vincent de Paul.

Les corps sont placés dans des châsses qui sont des reliquaires.

## Madeleine-Sophie Barat

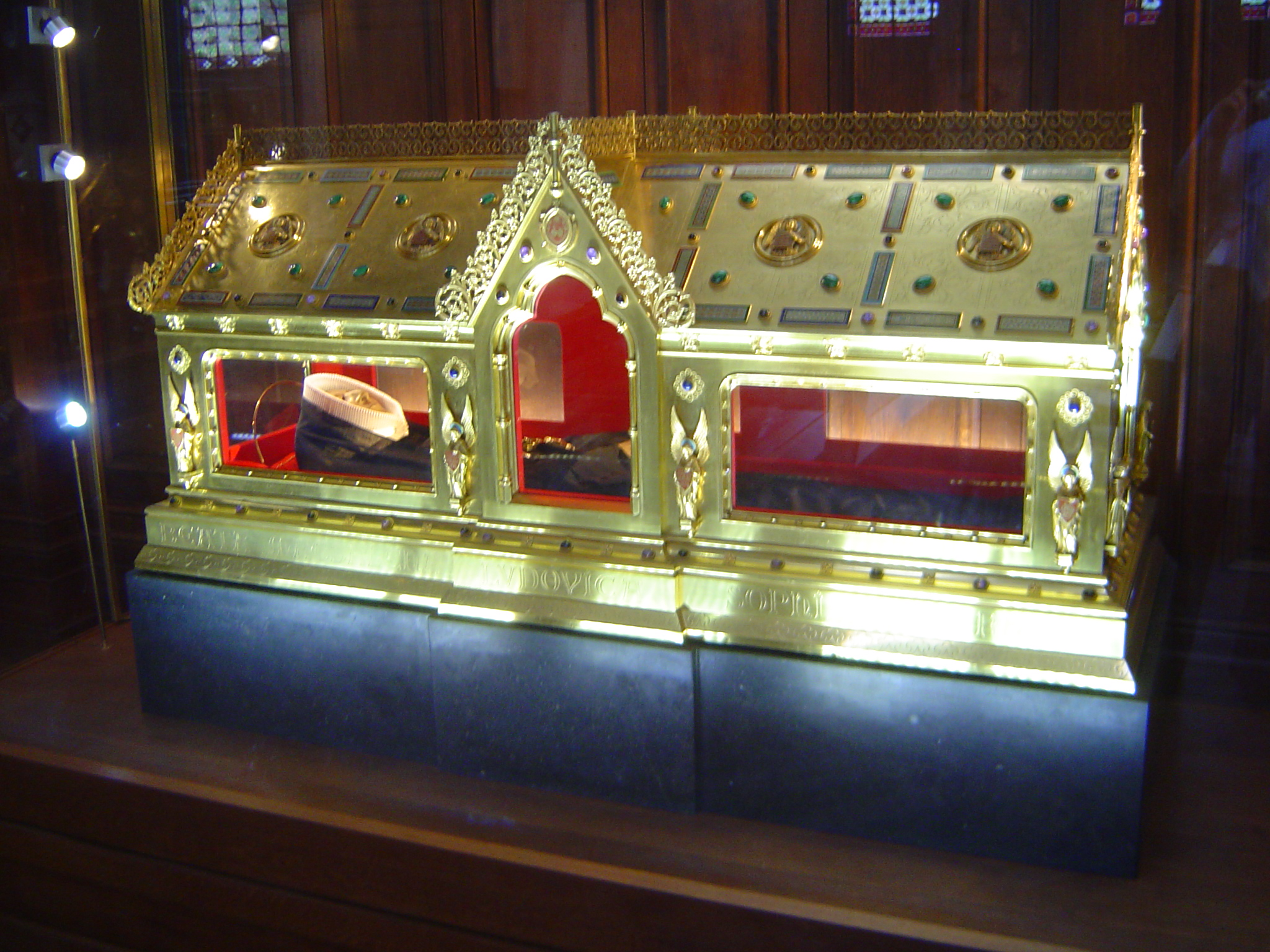
La châsse, installée le 19 juin 2009, dans la chapelle du Sacré-Cœur de l'église Saint-François-Xavier à Paris.

Le corps de Madeleine-Sophie Barat (1779-1865), fondatrice en 1800 de la Société du Sacré-Cœur de Jésus (Congrégation des Sœurs du Sacré-Cœur) a été exhumé en 1893, 28 ans après sa mort. Le corps était incorrompu, malgré l'humidité et le pourrissement du cercueil.
La châsse contenant le corps de sainte Madeleine-Sophie Barat, qui était en Belgique depuis 1904, a été transférée le  vendredi 19 juin 2009, fête du Sacré-Cœur, en l'église Saint-François-Xavier, place du Président-Mithouard dans le 7e arrondissement.
Ce jour-là a eu lieu une très importante cérémonie, présidée par le cardinal André Vingt-Trois, archevêque de Paris, entouré de Mgr Georges Gilson, archevêque émérite de Sens-Auxerre, Mgr Yves Patenôtre, archevêque titulaire de Sens-Auxerre, Mgr Antoine Hérouard, secrétaire général de la Conférence des évêques de France, Mgr Patrick Chauvet, curé de Saint-François-Xavier, d'une quarantaine de prêtres, de quelques centaines de religieuses de la Société du Sacré-Cœur de Jésus, et de plus de 1 000 fidèles. La direction de la congrégation avait en effet décidé d'installer la châsse dans cette église qui se trouve à côté des bâtiments où Madeleine-Sophie a vécu : le siège de la congrégation (aujourd'hui musée Rodin) et l'établissement d'enseignement pour les jeunes filles (aujourd'hui lycée Victor-Duruy).

## Pierre Julien Eymard
Le corps de Pierre-Julien Eymard (4 février 1811 à La Mure en France - 1er août 1868 à La Mure) repose dans la chapelle du Corpus Christi de l'église du Saint-Sacrement sise au 23, avenue de Friedland à Paris 16e. Il est considéré comme l'apôtre de l'Eucharistie.

## Catherine Labouré
Le corps de Catherine Labouré (1806-1876) a été exhumé en 1933, 56 ans après sa mort. Le corps était incorrompu, parfaitement intact et souple.
Le corps a été placé dans une châsse dans la chapelle de la Médaille-Miraculeuse sise au 140, rue du Bac dans le 7e arrondissement.

## Louise de Marillac
Le corps de sainte Louise de Marillac (1591-1660), tout d’abord inhumé en l’église Saint-Laurent de Paris, repose aujourd’hui dans une châsse en la chapelle de l’actuelle maison-mère des filles de la Charité, au 140, rue du Bac, à Paris.

## Vincent de Paul
Le corps de saint Vincent de Paul (1581-1660) a été exhumé en 1712, 52 ans après sa mort. Le corps était incorrompu, sauf les yeux et le nez.
La châsse de saint Vincent de Paul a été installée en 1830 dans la chapelle des Lazaristes sise au 95, rue de Sèvres dans le 6e arrondissement.

## Galerie

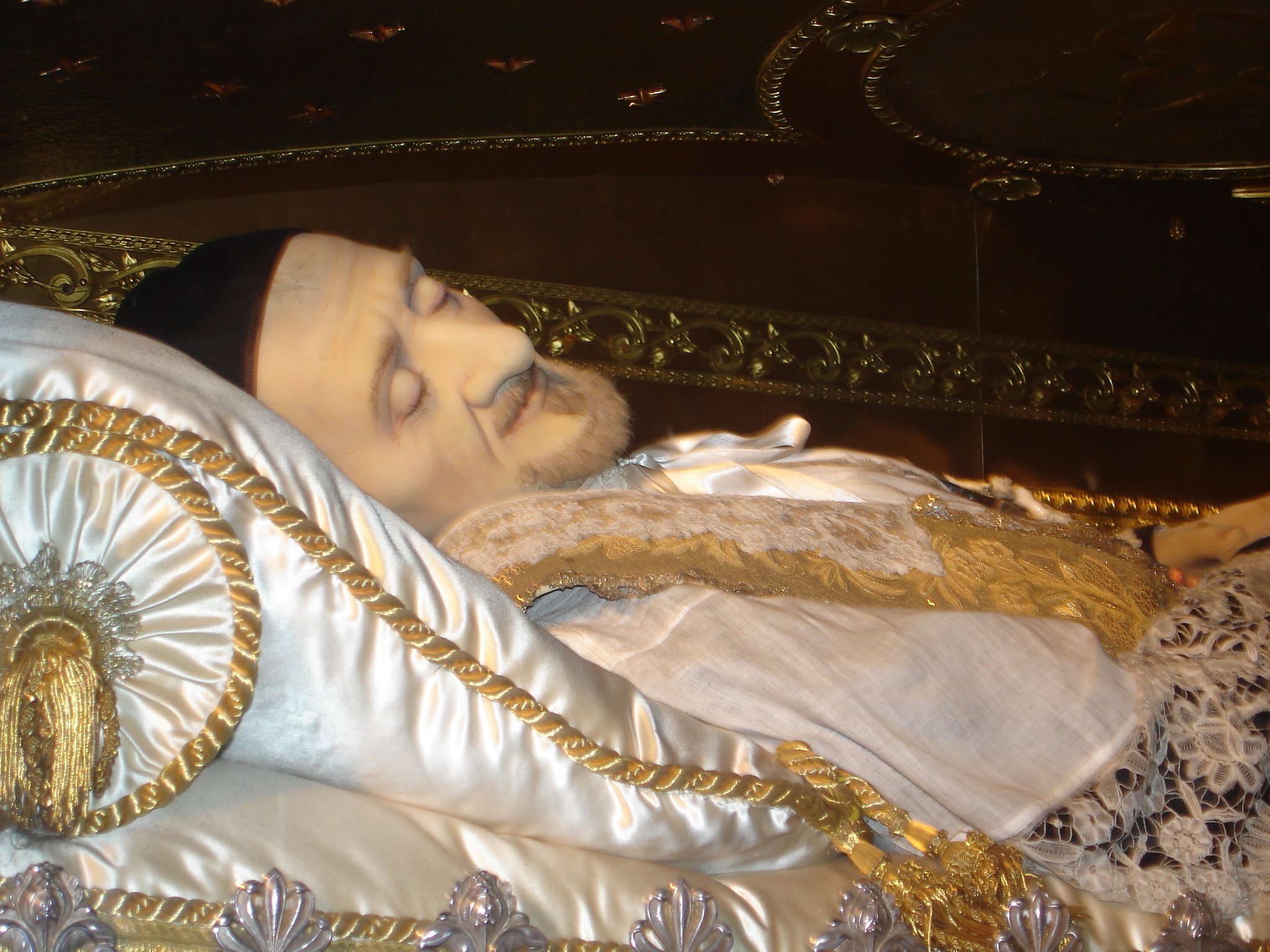
Châsse de saint Vincent de Paul.
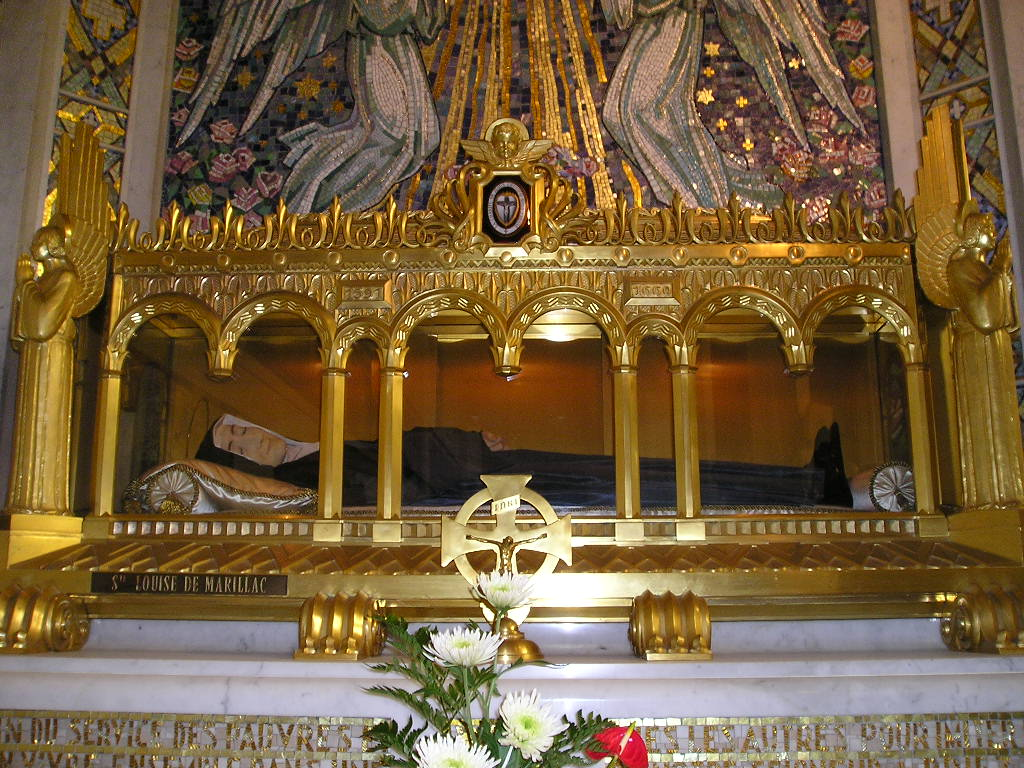
Châsse de sainte Louise de Marillac.
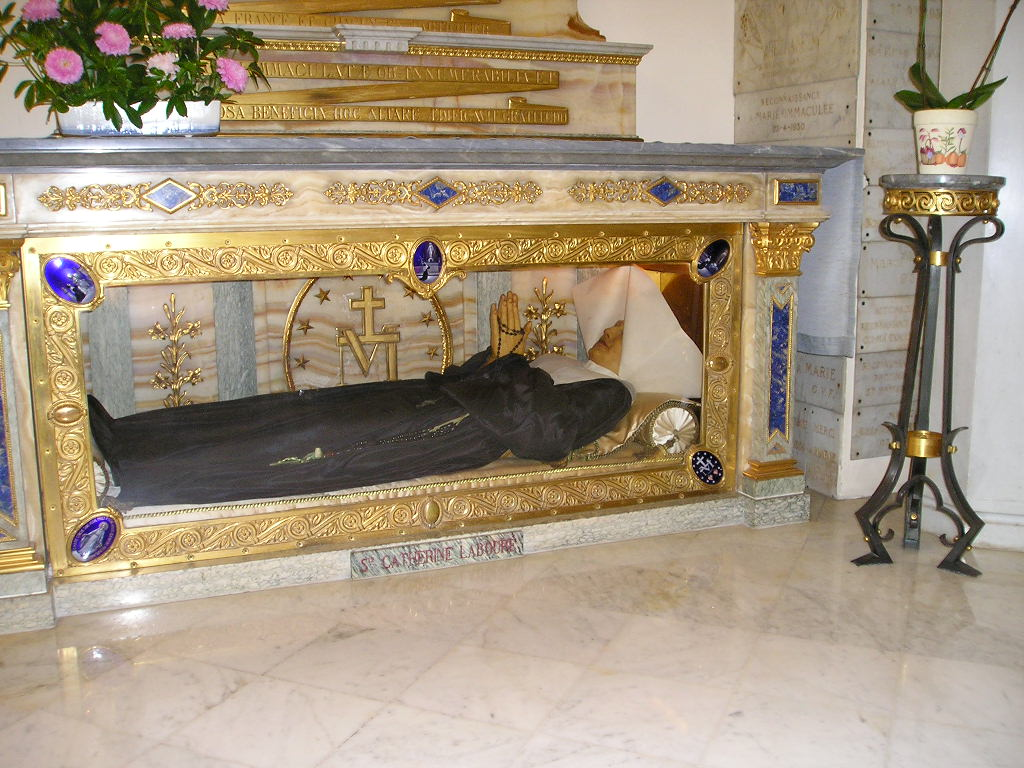
Châsse de sainte Catherine Labouré.

## Pour approfondir